# ناو هواپیمابر هیریو

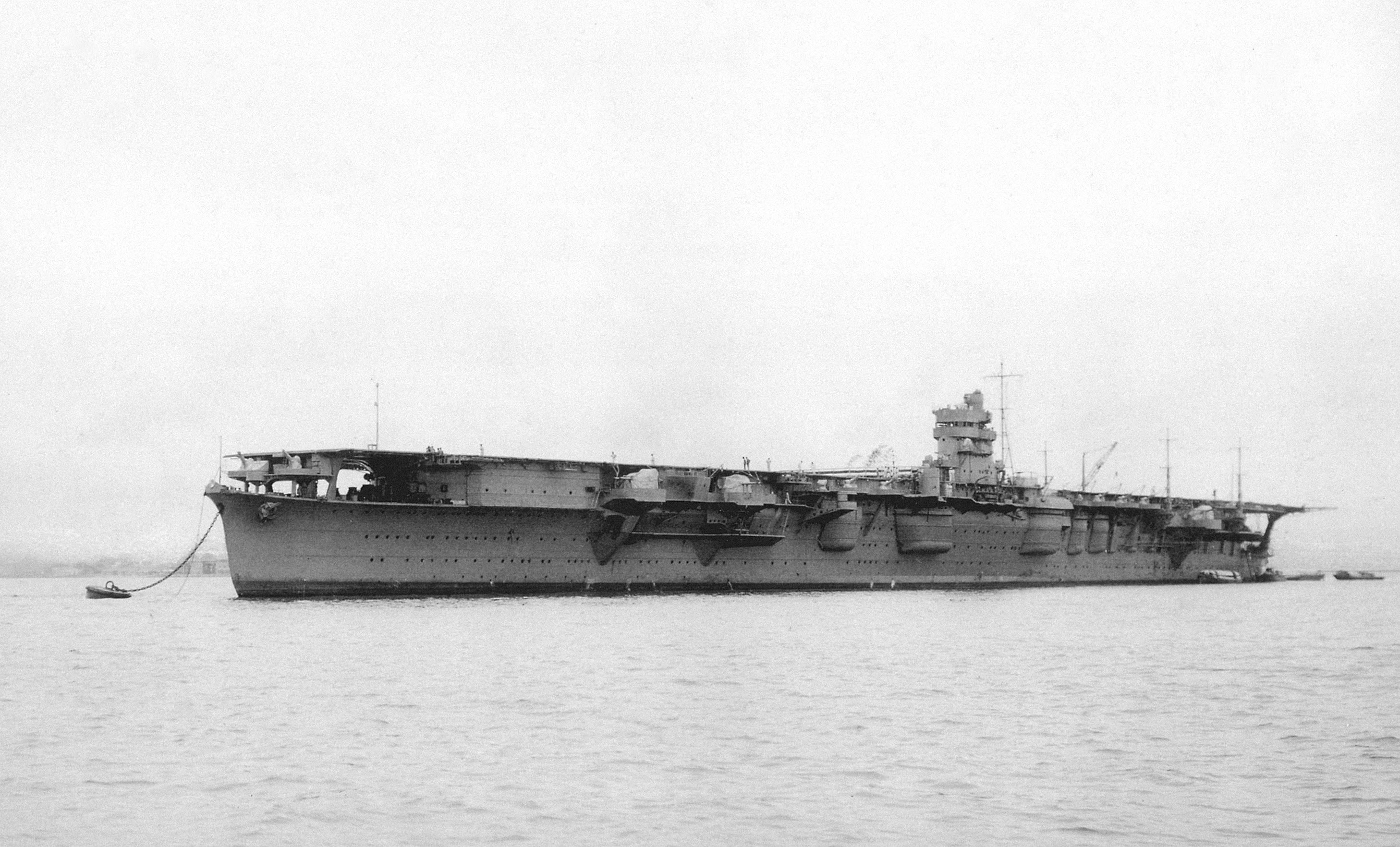
ناو هواپیمابر ژاپنی هیریو

ناو هواپیمابر ژاپنی هیریو (انگلیسی: Japanese aircraft carrier Hiryū) یک ناو هواپیمابر در طول دهه ۱۹۳۰ بود که برای نیروی دریایی امپراتوری ژاپن (IJN) ساخته شده بود.